# Йонгкинд, Ян Бартолд
Йо́хан (Ян) Ба́ртолд Йо́нгкинд, Ио́ган Ба́ртолд Ио́нкинд (нидерл. Johan Barthold Jongkind; 3 июня 1819, Латтроп, Оверэйссел, Королевство Нидерландов — 9 февраля 1891, Ла-Кот-Сент-Андре, Франция) — голландский живописец-пейзажист, маринист, акварелист и гравёр, мастер живописного пленэра, преимпрессионист (предшественник импрессионизма), представитель нормандской школы. Оказал значительное влияние на одного из основателей импрессионизма Клода Моне.

## Жизнь и творчество
Йохан Бартолд Йонгкинд родился в Латтропе, деревушке в провинции Оверэйссел, недалеко от границы с Германией. Его родители, Геррит Адрианус Йонгкинд и Вильгельмина Якоб Ван дер Бурхт, были выходцами из Северного Брабанта. Он был восьмым ребёнком, двое из них умерли до его рождения. Его отец был в то время инспектором регистрации и поместий. В следующем году он был назначен сборщиком налогов во Влардингене, затем c 1835 года, в Гауде. Влардинген, небольшой городок с населением около шести тысяч жителей в устье Мааса, был крупнейшим рыболовным портом в Нидерландах. Поэтому Йонгкинд провёл там большую часть своего детства.
В 1836—1837 годах Йонгкинд обучался живописи в Гааге, у Андреаса Схелфхаута, крупнейшего голландского пейзажиста того времени. Получив стипендию для дальнейшего обучения живописи, Йонгкинд отправился в Париж. В 1846 году Йонгкинд поселился на Монпарнасе, учился живописи в мастерских Эжена Изабе и Франсуа-Эдуара Пико. Два года спустя Парижский салон принял его работу, и он получил признание от критика Шарля Бодлера, а позже от Эмиля Золя. Однако в целом Йонгкинд не имел большого успеха и страдал от приступов депрессии, осложнённых алкоголизмом.
Йонгкинд уехал в Роттердам в 1855 году и оставался там до 1860 года. Вернувшись в Париж, в 1861 году он снял студию на улице Шеврёз на Монпарнасе. В 1862 году он встретился в Нормандии, в Онфлёре с некоторыми из своих друзей-художников, такими как Альфред Сислей, Эжен Буден и молодой Клод Моне, для всех которых Йонгкинд был наставником. Именно в Онфлёре «нормандцы» дали пример писать всю картину от начала до конца не в академической мастерской, а на пленэре («открытом воздухе»). Написанные в тот период Йонгкиндом картины позволяют предположить его знакомство с творчеством Камиля Коро и Ричарда Бонингтона.
Клод Моне считал Будена и Йонгкинда своими учителями. Позднее Моне вспоминал Йонгкинда как «великого мариниста …тихого человека с таким талантом, который невозможно описать словами» и приписывал «окончательное образование своего собственного глаза» именно Йонгкинду.
Ранние работы маслом и акварели Йонгкинда отражают характерные черты «панорамного стиля» голландской пейзажной школы. Однако именно Йонгкинд сумел совместить голландскую традицию с достижениями французской барбизонской школы и новой пленэрной живописи.
В 1863 году Йонгкинд выставил свои картины на первом Салоне отверженных. В 1874 году его пригласили принять участие и в первой выставке группы импрессионистов, теперь известной как Первая выставка импрессионистов, но он отказался.
В 1878 году Йонгкинд и его спутница Жозефина Фессер переехали жить в небольшой городок Ла-Кот-Сент-Андре недалеко от Гренобля в департаменте Изер на юго-востоке Франции. Художник скончался в 1891 году в Сент-Эгреве, в том же департаменте. Он похоронен на кладбище Ла-Кот-Сент-Андре. В его честь названы улицы в некоторых голландских городских кварталах, посвящённых голландским художникам XIX и XX веков, например, в Овертоомсе Велд-Норде, Амстердаме, и Де Вейфхуке, Девентер, а также в Гренобле.

## Галерея

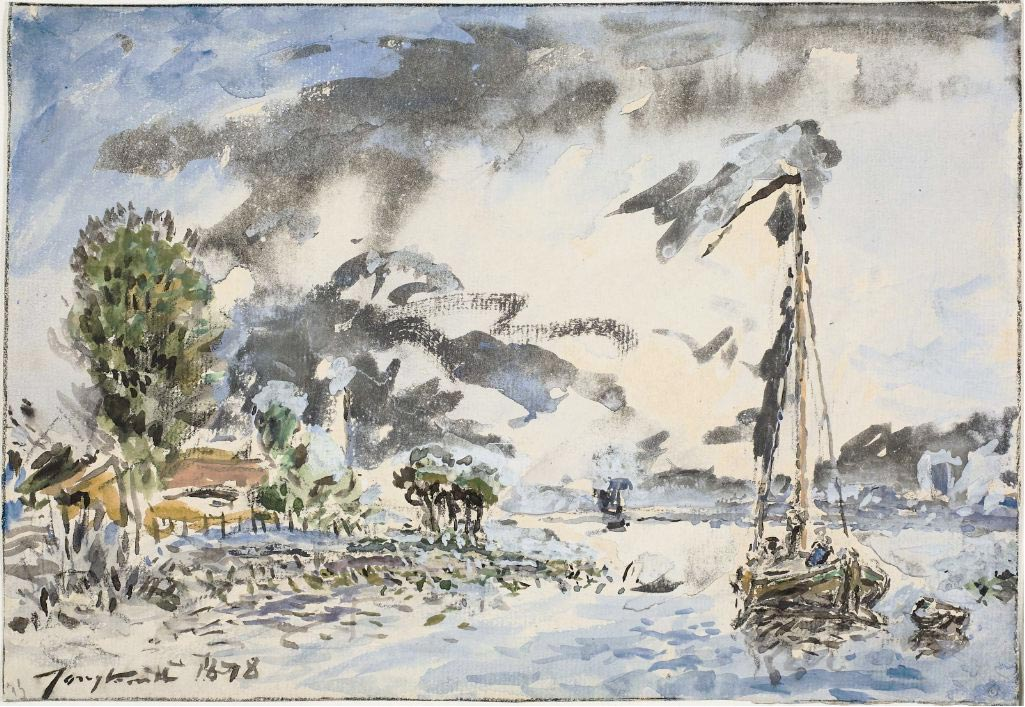
Рыболовная лодка. 1878. Бумага, итальянский карандаш, акварель, гуашь. Чикагский институт искусств, Чикаго, США
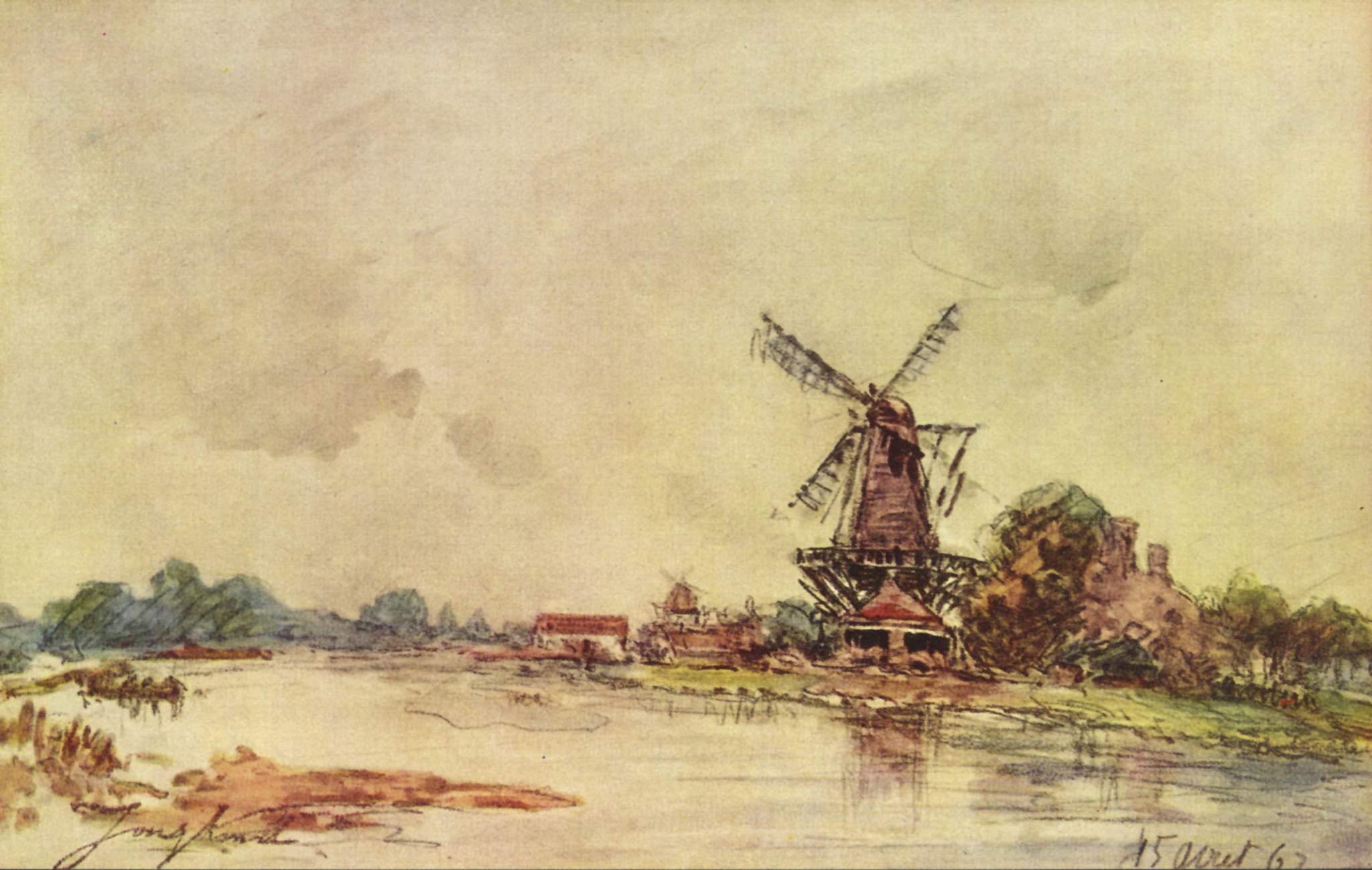
Пейзаж. Бумага, карандаш, акварель. Частное собрание
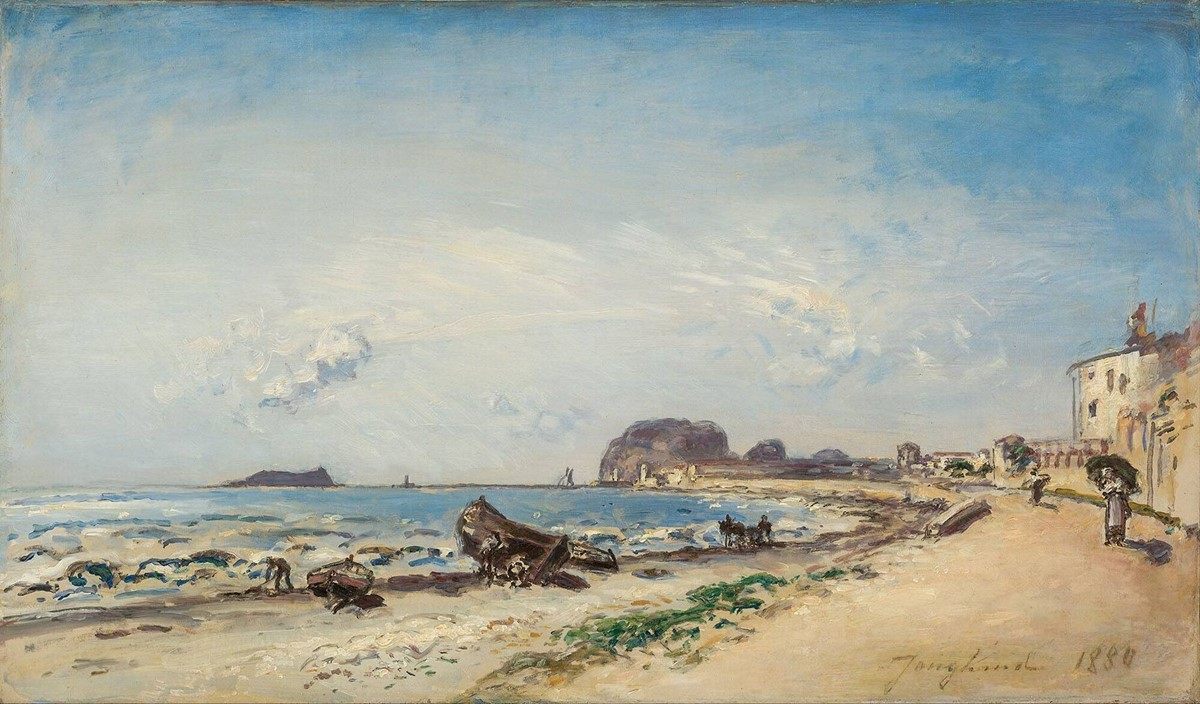
Ла-Сьота. 1880. Холст, масло. Музей Бойманса-ван Бёнингена, Роттердам
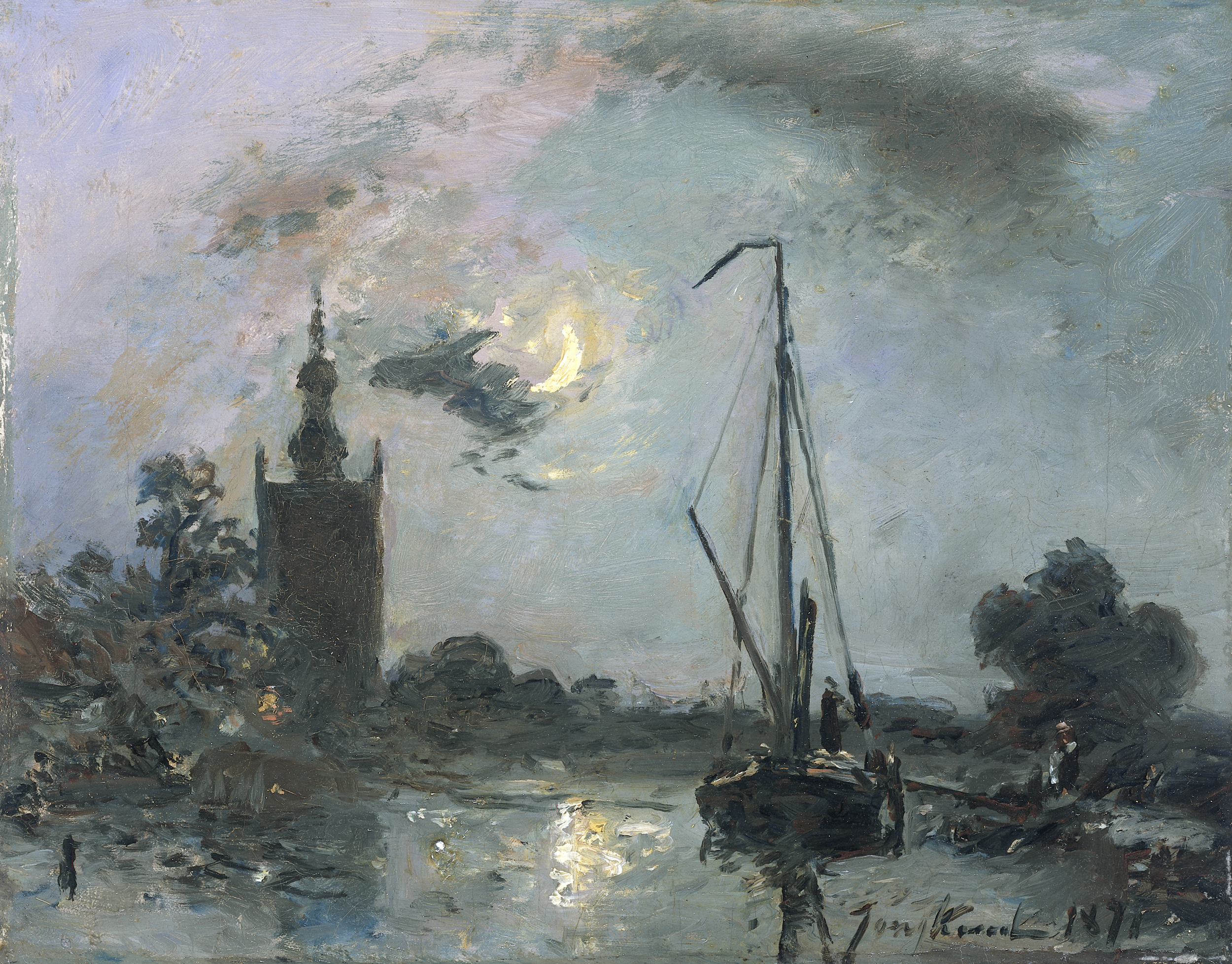
Оверши лунной ночью. 1871. Холст, масло. Рейксмюсеум, Амстердам
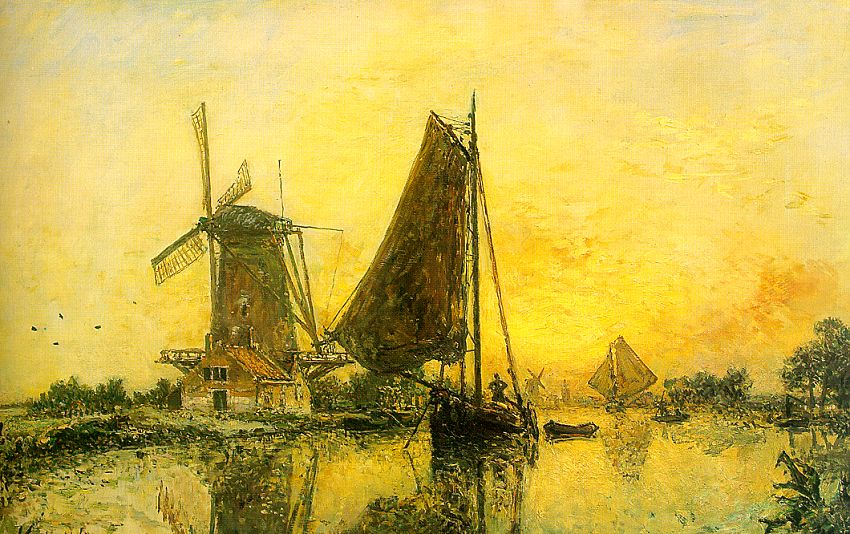
Суда около Миля. 1868. Холст, масло. Музей Орсе, Париж
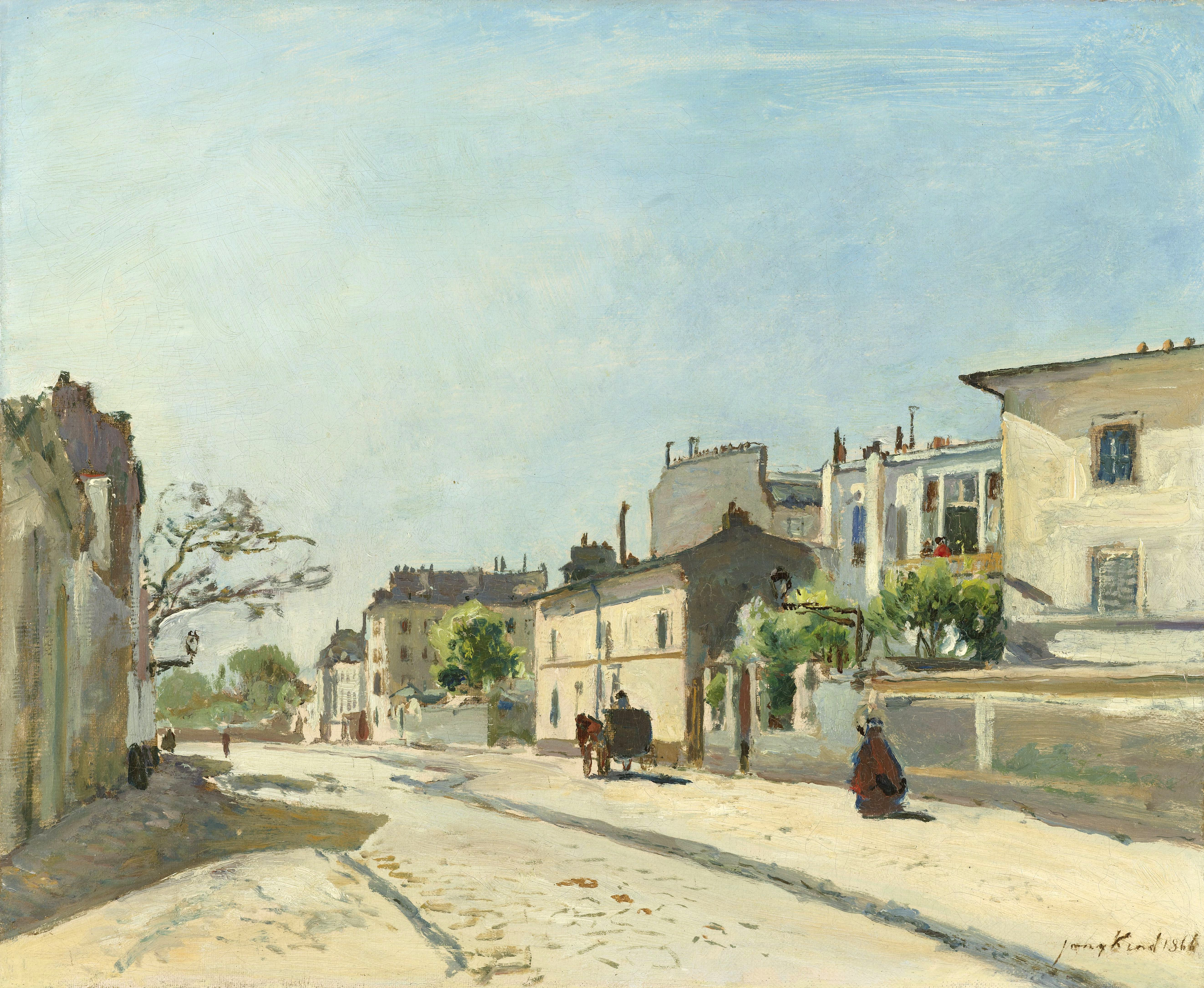
Улица Нотр-Дам, Париж. 1866. Холст, масло. Рейксмюсеум, Амстердам